# 肿喙薹草
肿喙薹草（学名：Carex oedorrhampha）为莎草科薹草属的植物，为中国的特有植物。分布在锡金、越南、喜马拉雅山东部、印度尼西亚、泰国以及中国大陆的广东、云南等地，生长于海拔700米至2,000米的地区，一般生长在水沟中、疏林下、山坡和阴湿地，目前尚未由人工引种栽培。